# كاش صيني (وحدة عملة)

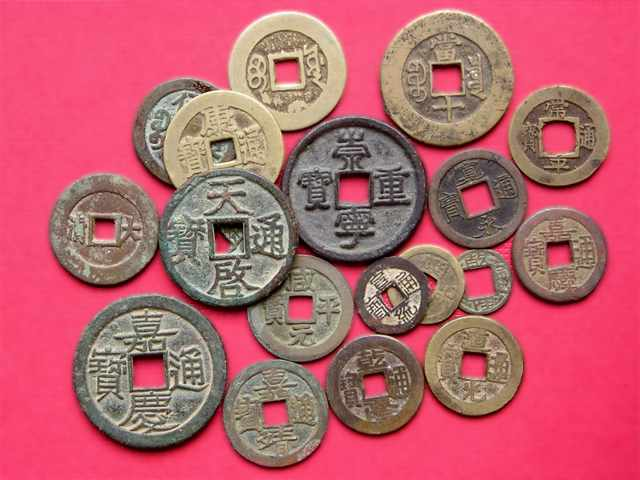
عملات الإمبراطورية الصينية (من عهد أسرة سونغ إلى عهد أسرة تشينغ) وبعض العملات اليابانية والكورية المماثلة

الكاش (بالصينية: 文; البينيين: wén) كانت فئة العملة [الإنجليزية] المستخدمة في الصين في العصر الإمبراطوري، والفئة الرئيسية حتى ظهور اليوان في أواخر القرن التاسع عشر.

## أصل الكلمة
الكلمة الإنجليزية "كاش" (Cash)، والتي تعني "عملة ملموسة"، هي كلمة قديمة من اللغة البرتغالية caixa أو الفرنسية الوسطى [الإنجليزية] caisse ("صندوق" أو "علبة").  اُستُخدِمَ المصطلح لأول مرة على العملات المعدنية الصادرة في مقاطعة غوانغدونغ في عام 1900. ولم تظهر على النقود الورقية إلا في وقت لاحق. لقد اُستُخدِمَت صيغتا الجمع "cash" و"cashes". الحرف الصيني وين (بالصينية: 文; البينيين: wén) له عدة معاني أخرى في اللغة الصينية الحديثة. 

## تاريخ
كان الوين أحد وحدات العملة الرئيسية في الصين وكان يستخدم لتسمية العملات المعدنية والورقية. اُستُخدِمَت فئات أخرى، بما في ذلك الأوزان المختلفة، على أساس نظام التايل، لسبائك الفضة والذهب.
حتى القرن التاسع عشر، كانت العملات المعدنية المقومة بالوين تُصنع بالصب، وكان الشكل الأكثر شيوعًا هو العملة النحاسية الدائرية مع وجود ثقب مربع أو دائري في المنتصف. مكّنت هذه الفتحة من ربط العملات المعدنية معًا لإنشاء فئات أعلى، كما كان يحدث في كثير من الأحيان بسبب القيمة المنخفضة للعملة المعدنية. عدد القطع النقدية في سلسلة من الكاش [الإنجليزية] (بالصينية المبسطة: 一贯钱; بالصينية التقليدية: 一貫錢; البينيين: yīguàn qián) يختلف باختلاف الزمان والمكان ولكنه كان اسميًا 1000.  كان من المفترض أن يكون الخيط المكون من 1000 وين مساويًا في القيمة لواحد تايل ( ليانغ ) من الفضة الخالصة.  قُسِّمَت كل سلسلة من الكاش إلى عشرة أقسام كل قسم يحتوي على 100. كان الشخص الذي يربط الكاش في خيط يأخذ عملة كاش واحدة، أو اثنتين، أو ثلاثًا لكل مائة، حسب العرف المحلي، كدفعة مقابل جهده. لذا، في الواقع، يمكن أن يختلف سعر أوقية الفضة من 970 إلى 990 كاش (أو أكثر) بين مكانين قريبين إلى حد ما من بعضهما البعض.  في الأماكن في الشمال حيث كان هناك نقص في العملات المعدنية، كانت سلسلة من 500 قطعة نقدية تُستَبدل بأونصة من الفضة. كانت العملات الورقية تُظهر في بعض الأحيان صورًا لعدد مناسب من العملات المعدنية بقيمة 1 وين مربوطة معًا.
في القرن التاسع عشر، بدأت العملات الأجنبية في التداول على نطاق واسع في الصين، وخاصة العملات الفضية مثل البيزو المكسيكي. في عام 1889، بدأت العملة الصينية تسمى باليوان وتقسيماتها. اُحتُفِظ بالكاش أو الوين في هذا النظام كـ ـ1⁄1000 يوان. استمر إنتاج العملات المعدنية ذات الطراز التقليدي بقيمة 1 وين حتى نهاية الإمبراطورية الصينية في عام 1911. سُكَّت آخر عملات الكاش في السنوات الأولى لجمهورية الصين في عام 1924.
لا يزال المصطلح مستخدمًا حتى اليوم في صينية يؤ العامية (mān)، ولكن يُكتب على النحو التالي:蚊 لتمثيل دولارات هونج كونج.

## عملات معدنية
أصدرت العديد من السلطات عملات معدنية مقومة بالين في القرن التاسع عشر، بما في ذلك إدارات الحكومة الإمبراطورية (مجلس الإيرادات [الإنجليزية] ومجلس الأشغال العامة) إلى جانب السلطات الإقليمية. كانت معظم العملات المعدنية من فئة 1 وين، ولكن أُصدِرَت أيضًا عملات معدنية من فئات 4، و5، و10، و50، و100، و200، و500، و1000 وين. بعد إدخال اليوان، سُكَّت العملات المعدنية من فئات 1، 2، 5، 10 و20 كاش أو وين.

## النقود الورقية

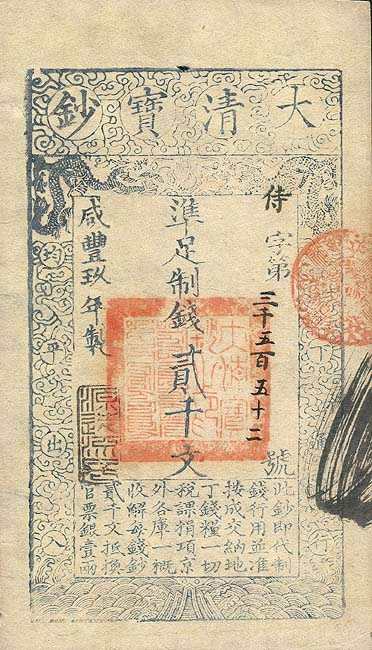
ورقة 2000 وين من فئة كنز وين تشينغ تعود إلى عام 1859

أول عملة ورقية في العالم صدرت في الصين بين القرنين السابع والخامس عشر، وكانت مقومة بالوين. حملت الأوراق النقدية صورًا لعملات معدنية، وأحيانًا في سلاسل مكونة من عشرة عملات. عانت أوراق النقد الصادرة عن أسرة يوان من التضخم المفرط بسبب الإفراط في الإنتاج دون وجود عملات معدنية كافية لدعمها، وسُحِبَت.  ظهرت النقود الورقية الصينية [الإنجليزية] مرة أخرى في القرن التاسع عشر خلال عهد أسرة تشينغ. في عام 1853، قُدِّمَت أوراق نقدية من فئة كنز تشينغ [الإنجليزية] بفئات 500، و1000، و2000 وين. وفي عام 1856، أعقب ذلك إصدار أوراق نقدية من فئة 5000 وين، ثم أضيفت أوراق نقدية من فئة 10,000، و50,000، و100,000 وين في عام 1857. صدرت آخر هذه الأوراق النقدية في عام 1859.  

## التأثير الخارجي
كانت العملات الكورية، واليابانية، والريوكيوان، والفيتنامية المبكرة، المُن الكوري، والمُن الياباني، ومُن الريوكيوان [الإنجليزية]، والفان الفيتنامي ‏ (حيث كانت تستخدم لعملات الكاش وكوحدة نقدية [الإنجليزية])، مشتقة من الحرف الصيني وين وكُتِبَت بنفس الحرف. في عام 1695، وضع الشوغوني حرف gen (بالصينية: 元; البينيين: yuán) على وجه العملات النحاسية.  حصلت فيتنام على استقلالها عن الصين عام 938 واستمرت في تقليد استخدام الكاش فقط. صدرت أول عملة نقدية فيتنامية ‏ في عام 968.

## هونغ كونغ
كانت أصغر وحدة من دولار هونغ كونغ خلال ستينيات القرن التاسع عشر هي المِل، والتي كانت مثل الكاش الصيني، تساوي 1/1000 جزء من الدولار. كان الحرف الصيني لهذه الوحدة النقدية هو "文"، على الرغم من أن هذه العملات لم تُترجم إلى الإنجليزية على أنها "كاش".  

## أنظر أيضاً
- العملات الصينية القديمة
- اللغة اليابانية
- المون الكوري

## روابط خارجية
Chinese Coinage Website